# شهرستان وانگمو
شهرستان وانگمو (به لاتین: Wangmo County) یک شهرستان‌های جمهوری خلق چین در چین است که در کیانشینان واقع شده‌است.